# Iquito
Die Sprache Iquito gehört zur Familie der Záparo-Sprachen. Andere Namen sind Iquita, Ikito, Amacacore, Hamacore, Quiturano oder Quiturra. Iquito ist heute von Aussterben bedroht. Seine Sprecher bezeichnen sich selbst als paratacay.

## Verbreitung
Iquito wird gesprochen im Distrikt Alto Nanay, in der Provinz Maynas der peruanischen Region Loreto. Die Iquitos leben am Oberlauf des Río Nanay und im Becken des Río Pintoyacu. Die meisten bewohnen drei Dörfer: San Antonio de Pintoyacu, Atalaya und Saboya. Das Territorium der Iquito grenzt an das der Yagua (aus der Sprachfamilie Peba-Yagua) und das der Cocama (Tupí-Guaraní), früher auch an das der heute ausgestorbenen Yameo (Peba-Yagua) und das der Semigae (Záparo).

## Sprecherzahl
Im 17. Jahrhundert gab es noch viele Angehörige der Iquito-Ethnie. Viele lebten dort, wo heute die Stadt Iquitos liegt. Im Jahre 1925 lag die Bevölkerung ungefähr bei 1000, die meisten waren einsprachig. Anfang der 1960er-Jahre blieben kaum 100 Sprecher übrig, die von der Akkulturation der spanischsprachigen Gesellschaft bedroht waren. Während der 1980er-Jahre starben die letzten einsprachigen Iquitos. Die Kinder lernten die Sprache zwar, verwendeten sie aber nicht; und die Erwachsenen waren bilingual. Die Älteren verstanden zwar Spanisch, sprachen aber nur Iquito. Zu Beginn des 21. Jahrhunderts hatte das Volk nur mehr 350 Angehörige. Nur 22 bis 26 von diesen sprachen perfektes Iquito.
Viele Iquito starben an eingeschleppten Krankheiten. Der Kautschuk-Boom in der Region und das Land Grabbing durch Großgrundbesitzer hatten verheerende Folgen auf das Volk, da seine ursprüngliche Lebensweise fast unmöglich gemacht wurde.

## Bibliographie
- Christine Beier, Lev Michael: La condición actual del idioma indígena iquito y las claves factores afectando al proyecto de su recuperación. Cabeceras Aid Project, Austin, TX 2002.
- Jean-Pierre Chaumeil: La légende d'Iquitos. In: Bulletin de l'Institut Français d'Études Andines. Band 21/1, 1992, S. 311–325.
- Alain Fabre: Diccionario etnolingüístico y guía bibliográfica de los pueblos indígenas sudamericanos. Tamperen Teknillinen Ylliopisto, Tampere 2005 (in Bearbeitung; Onlineversion: http://butler.cc.tut.fi/~fabre/BookInternetVersio/)
- Raymond G. Gordon, Jr. (Hrsg.): Ethnologue: Languages of the World, Fifteenth edition. SIL International, Dallas, Texas 2005. Onlineversion: http://www.ethnologue.com/
- Gustavo Solís Fonseca: Perú: multilingüismo y extinción de lenguas. In: América Indígena. Band 47/4, Mexiko 1987.
- Günter Tessmann: Die Indianer Nordost-Perus. Hamburg 1930.
- Viola G. Waterhouse (Hrsg.): Studies in Peruvian Indian languages 1. Summer Institute of Linguistics Publications in Linguistics and Related Fields, 9. Summer Institute of Linguistics of the University of Oklahoma, Norman 1963.
- Mary Ruth Wise: Small language families and isolates in Peru. In: R. M. W. Dixon, Alexandra Y. Aikhenvald (Hrsg.): The Amazonian languages. Cambridge University Press, Cambridge 1999, S. 307–340.